# 創作ピクニック部
創作ピクニック部（そうさくピクニックぶ、英称：Creative Picnic Club）は、「ピクニック」と「クリエイティブ」をほどよくブレンドした活動を行うイベント団体。

## 概要

### 設立
鈴木章仁（クリエイティブ・ディレクター、コピーライター）とひじりん（植木職人、アーティスト）が、2014年10月に設立した任意団体。東日本大震災以降、渋谷川流域のクリーンアクション、広域避難者支援、子どもキャンプなどさまざまなボランティア活動を行ってきた2人が、ゆるく楽しく人々が集まれる場をつくりたいと考え立ち上げた。

### 岡本太郎の影響
岡本太郎の言葉「絵画は万人によって、鑑賞されるばかりでなく創られなければならない」（『今日の芸術』）から大きな影響を受けており、「上手い下手に関係なく、自分自身で作品を生み出すことがどれほど楽しい体験か、活動を通じて共有していきたい」と鈴木は語っている。

### 内容
“怪談”、“作り話”、“業界用語”、“絵描き”、“詩”、“寸劇”など、創作活動とピクニックを組み合わせたイベントを開催している。主に東京都内の公園の芝生広場を会場とし、春・夏・秋にかけて不定期で日曜日に開催している。参加費は毎回無料。料理やドリンクは、参加メンバーが持ち寄るポットラック（potluck）スタイルを採用している。

## イベント

### 2014年
| 開催日   | イベント名                              | 会場         |
| -------- | --------------------------------------- | ------------ |
| 10月26日 | 第1回創作ピクニック部「怪談ピクニック」 | 恵比寿東公園 |
| 11月9日  | 第2回創作ピクニック部「絵心ピクニック」 | 代々木公園   |

### 2015年
| 開催日  | イベント名                                  | 会場                   |
| ------- | ------------------------------------------- | ---------------------- |
| 2月1日  | 第3回創作ピクニック部「詩クニック」         | 井の頭恩賜公園         |
| 3月22日 | 第4回創作ピクニック部「公募ピクニック」     | 井の頭恩賜公園         |
| 4月12日 | 第5回創作ピクニック部「劇ニック」           | あけぼの子どもの森公園 |
| 5月10日 | 第6回創作ピクニック部「エココロピクニック」 | 代々木公園             |

### 2016年
| 開催日  | イベント名                                                                | 会場         |
| ------- | ------------------------------------------------------------------------- | ------------ |
| 1月17日 | 第7回創作ピクニック部「絵心ピクニック」                                   | 代々木公園   |
| 2月28日 | 第8回創作ピクニック部「怪談ピクニック」                                   | 皇居東御苑   |
| 3月27日 | 第9回創作ピクニック部「作り話ピクニック」                                 | 猿江恩賜公園 |
| 5月22日 | 第10回創作ピクニック部「知恵袋ピクニック」                                | 芝公園       |
| 7月10日 | 第11回創作ピクニック部「詩クニック」                                      | 上野恩賜公園 |
| 9月11日 | 第12回創作ピクニック部「絵心ピクニック -LINEスタンプでも描いてみますか-」 | 哲学堂公園   |
| 10月2日 | 第13回創作ピクニック部「業界用語ピクニック」                              | 石川島公園   |
| 11月6日 | 第14回創作ピクニック部「人見知りピクニック」                              | 代々木公園   |

### 2017年
| 開催日  | イベント名                                       | 会場             |
| ------- | ------------------------------------------------ | ---------------- |
| 7月30日 | 第15回創作ピクニック部「フェイク日記ピクニック」 | 有栖川宮記念公園 |
| 11月5日 | 第16回創作ピクニック部「怪談ピクニック」         | 北の丸公園       |

### 2018年
| 開催日  | イベント名                                     | 会場             |
| ------- | ---------------------------------------------- | ---------------- |
| 4月1日  | 第17回創作ピクニック部「即席紙芝居ピクニック」 | 日比谷公園       |
| 5月13日 | 第18回創作ピクニック部「一行ピクニック」       | 辰巳の森緑道公園 |

### 2019年
| 開催日  | イベント名                                       | 会場         |
| ------- | ------------------------------------------------ | ------------ |
| 6月30日 | 第19回創作ピクニック部「つまらない話ピクニック」 | 葛西臨海公園 |

## 出演

### ラジオ
- ピートのふしぎなガレージ（2016年5月28日、第164話「ピクニック」特集、TOKYO FM）[5]
- 福井謙二 グッモニ（2017年2月3日、第1003回「エンタメいまのうち」ゲスト、文化放送）